# Milieuheffing
Een milieubelasting, milieuheffing of ecotaks is een belasting die wordt gehoffen op milieuvervuiling. Milieubelastingen zijn een vorm van Pigouviaanse belastingen, belastingen op goederen waarvan de productie of consumptie externe kosten of externaliteiten creëert. Een milieubelasting is een uiting van het principe dat de vervuiler betaalt.
Voorbeelden van een milieubelasting zijn een CO2-belasting, een kerosinetaks, een brandstofaccijns en rekeningrijden.

## België
Om te beginnen heft de federale overheid een accijns op bepaalde wegwerpverpakkingen.  
Daarnaast heffen de gewesten plaatsgebonden taksen.
Vlaanderen
- afvalstoffen (Openbare Vlaamse Afvalstoffenmaatschappij, OVAM)
- oppervlaktewateren  (Vlaamse milieumaatschappij, VMM)
- milieuvergunningen (Adm. milieu, natuur- en landinrichting, Aminal)
- watervang (de beheerders van bevaarbare waterlopen, kanalen en havens)
- mestoverschotten (Vlaamse Landmaatschappij, VLM)
- grindwinning, visserij, jacht, domeingebruik

Wallonië
- afvalstoffen (Office régional Wallon des déchets, ORDW)
- water (Direction gén. des ressources naturelles et de l’environnement, Division de l’eau)
- visserij, jacht

Brussel
- afvalstorting, afvalophaling (Openbare reinigingsdienst van de Brusselse agglomeratie, Gewestelijk Agentschap voor Netheid, GAN)
- milieuvergunningen